# Sapindales

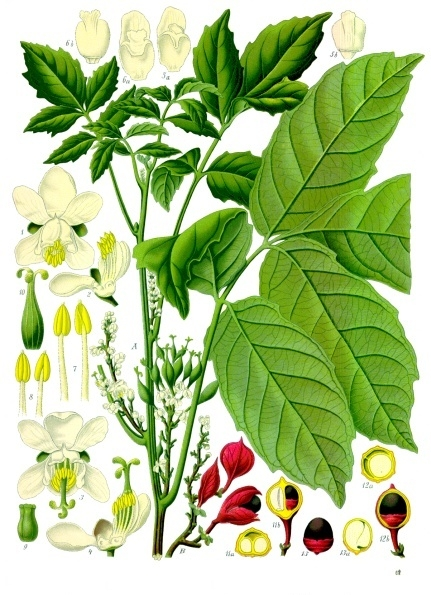
Sapindales

Sapindales este un ordin taxonomic de plante din clasa Magnoliopsida.

## Descriere
Din cadrul ordinului fac parte plante cu flori cu număr egal de stamine și petale și care produc nectar.

## Sistematică
Ordinul Sapindales cuprinde familiile:
- Anacardiaceae
- Biebersteiniaceae
- Burseraceae
- Kirkiaceae
- Meliaceae
- Nitrariaceae
- Peganaceae
- Tetradiclidaceae
- Rutaceae
- Sapindaceae
- Simaroubaceae